# 341. pehotni polk (Italija)
341. pehotni polk Modena je bil pehotni polk Kraljeve italijanske kopenske vojske.

## Zgodovina
Med drugo svetovno vojno je bil polk nastanjen v Grčiji.